# Napoli Film Festival
Il Napoli Film Festival è una rassegna cinematografica che si svolge a Napoli.

## Descrizione
Fondata col nome Modfest - 360° di Cinema dell'Unione Italiana Circoli del Cinema (U.I.C.C.), fu ideata da Mario Violini, e si svolge ogni anno a Napoli, presso il Castel Sant'Elmo, generalmente in giugno.
La rassegna fa parte del circuito europeo dei festival indipendenti di maggior spessore, rilanciando il suo "doppio binario" cinematografico: presentare al pubblico opere inedite in Italia di registi del Mediterraneo e di autori napoletani, senza dimenticare il fascino del grande cinema di Hollywood.
Tra gli ospiti delle ultime edizioni, organizzate da Pappi Corsicato, vi sono Ferzan Özpetek, Margherita Buy, Rosaria De Cicco, Michele Placido, Paola Cortellesi, Cinzia Mirabella i fratelli Joel ed Ethan Coen e Frances McDormand. Le scenografie, dalla quinta edizione (2003) in poi, sono state firmate e realizzate da Francesco Davide e Renato Delehaye.
Dal 2012 l'organizzazione del festival si sposta dal Castel Sant'Elmo ad altre strutture della città di Napoli, come il cinema Metropolitan, il cinema Vittoria, l'istituto di Lingua Francese e l'Accademia di belle arti di Napoli.
A partire dalla XV edizione (2013) il Napoli Film Festival introduce la sezione competitiva "SchermoNapoliWeb" dedicata alle web serie realizzate in Campania o da autori Campani. Le prime due edizioni del concorso sono vinte da Ferdinando Carcavallo, la prima volta per la Serie Travel Companions, la seconda (2014) per Fratelli Katano.